# 페니실린 결합 단백질

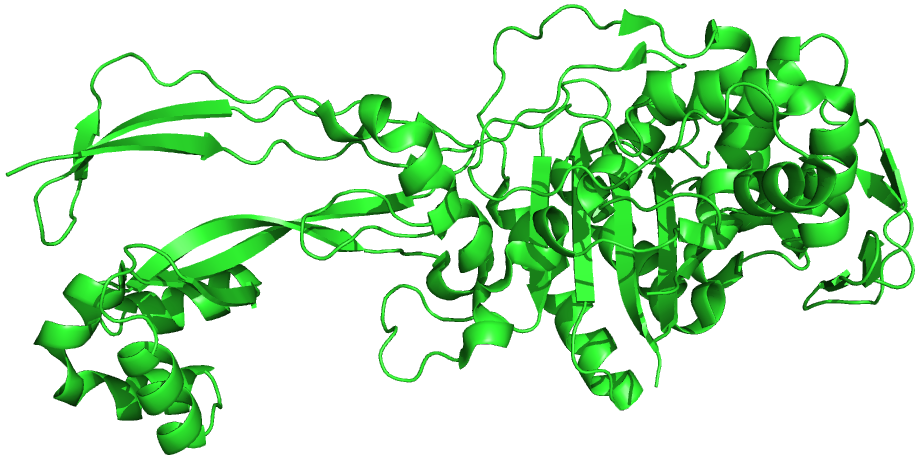
녹농균(Pseudomonas aeruginosa)의 페니실린 결합 단백질 3의 3차원 구조

일반적으로 페니실린 결합 단백은 세균의 세포벽의 가교를 촉매하지만, 페니실린 또는 기타 β-락탐 항생제에 의해 영구적으로 억제 될 수있다. (NAM = N- 아세틸 무라 민산; NAG = N- 아세틸 글루코사민)

페니실린 결합 단백질(영어: penicillin binding protein, PBP)은 페니실린에 대한 친화력 및 결합력이 있는 단백질의 그룹이다. 페니실린 결합 단백질은 많은 박테리아의 정상적인 구성 성분이다. 모든 베타-락탐계열 항생제(글루타민 합성 효소를 억제하는 타톡신-β-락탐 제외)는 박테리아 세포벽 합성에 필수적인 PBP에 결합한다. PBP는 트랜스펩티데이스(transpeptidases)라고하는 효소의 하위 그룹에 존재한다.

## 다양성
일반적으로 각 유기체에 여러 개의 PBP가 있으며 막 결합 단백질과 세포질 단백질에서 발견된다. Spratt(1977)는 분자량이 40,000에서 91,000까지의 모든 대장균 균주에서 일반적인 6가지 PBP가 검출된다고 보고했으며, 상이한 PBP는 세포 당 다양한 수로 발생하고 페니실린에 대해 다양한 친화도를 갖는다. 일반적으로 PBP는 고분자량(HMW) 및 저분자량(LMW) 범주로 크게 분류된다. PBP로부터 진화 된 단백질은 많은 더 높은 유기체에서 발생하며 포유류에서는 LACTB 단백질을 포함한다.

## 기능
PBP는 세균 세포벽의 주요 성분인 펩티도글리칸 합성의 최종 단계에 관여한다. 세균의 세포벽 합성은 세균의 성장, 세포 분열 번식, 세포 구조 유지에 필수적이다.  
PBP는 지질 중간체로부터 가교된 펩티도글리칸을 합성하고 펩티도글리칸의 전구체로부터 D-알라닌의 제거를 매개하는 과정에 수반되는 많은 반응을 촉매하는 것으로 나타났다. 정제 된 효소는 D-알라닌 카르복시펩티데이스, 펩티도글리칸트랜스펩티데이스, 펩티도글리칸엔도펩티데이스와 같은 반응을 촉매하는 것으로 나타났다. 연구된 모든 세균에서 효소는 하나 이상의 상기 반응을 촉매하는 것으로 나타났다. 효소는 페니실린 민감성 트랜스글리코실레이스 N 말단 도메인(선형 글리칸 가닥 형성에 관여) 및 페니실린 민감성 트랜스펩티데이스 C 말단 도메인(펩타이드 서브 유닛의 가교에 관여)을 가지며 활성 부위의 세린은 PBP군의 모든 구성원에게 보전된다.

## 항생제
PBP는 화학적 구조상 펩티도글리칸을 형성하는 모듈형 조각과 유사하기 때문에 β-락탐계열 항생제에 결합한다. 이들이 페니실린에 결합 할 때, β-락탐 아미드 결합은 파열되어 PBP 활성 부위에서 촉매 세린 잔기와 공유 결합을 형성한다. 이 반응은 돌이킬 수 없으며 효소를 비활성화시킨다. 
항생제와 내성에서 PBP의 역할 때문에 많은 연구가 진행되었다. 세균 세포벽 합성 및 합성에서 PBP의 역할은 대사 경로 및 효소가 세균에 한정되어 있기 때문에 선택적 독성 약물에 대해 매우 좋은 표적이 된다. 항생제에 대한 내성은 PBP의 과잉 생산과 페니실린에 대한 친화력이 낮은 PBP의 형성을 통해 생겨났다. 이 실험은 단백질에 다른 아미노산을 추가하여 PBP의 구조를 변경하여 약물이 단백질과 상호 작용하는 방식에 대한 새로운 발견을 허용다. PBP에 대한 연구는 새로운 반합성 β-락탐의 발견으로 이어졌는데, 여기서 원래 페니실린 분자의 곁사슬을 변경하면 페니실린에 대한 PBP의 친화력이 증가하여 내성이 발달하는 세균의 효과가 증가한다. 
β-락탐 고리는 모든 β-락탐 항생제에 공통적인 구조이다. 

## 같이 보기
- 페니실린